# Deutz-Fahr
Deutz-Fahr se funda en 1968 a partir de la adquisición de la mayoría del capital social de FAHR, una importante empresa del grupo Klockner-Humboldt-Deutz AG (KHD) que ya fabricaba aperos en el siglo anterior.
Desde 1995 Deutz-Fahr forma parte del grupo italiano SAME Lamborghini Hürlimann, convirtiéndose en SAME DEUTZ-FAHR Group.

## Historia de Fahr
La empresa Fahr fue fundada por Johann Georg Fahr en la segunda mitad de 1800, y entre sus productos más significativos cabe destacar la segadora-agavilladora de 1911; su primer tractor, el Fahr F22, fue construido en 1938 a partir de una idea de Wilfred Fahr y Bernhard Flerlage, y montaba un motor diésel bicilíndrico Deutz F2M414 de 22 CV.

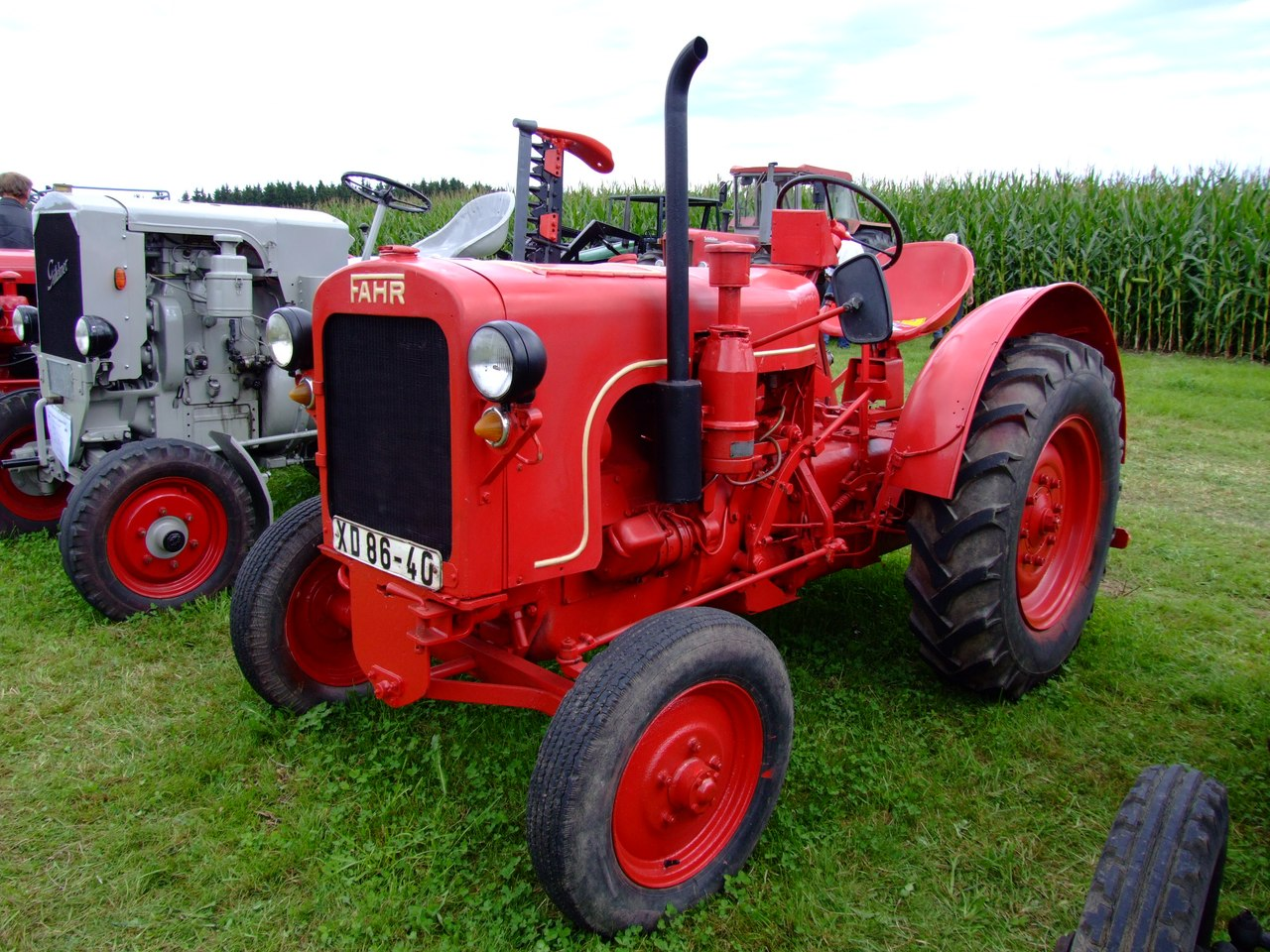
Fahr F22

El desarrollo del primer proyecto dio lugar en 1940 al Fahr T22, que en 1942 se convertiría en el Fahr holzgasschlepper HG25.
Al terminar la Segunda Guerra Mundial, la empresa se ve obligada a adaptarse a las nuevas condiciones y amplía su gama de productos. Algunos de los modelos propuestos son el Fahr D30 W (1949), D15 (1949), Fahr D12N (1953), el Fahr D17N (1953), D90 (1954) y el Fahr D180H (1954).

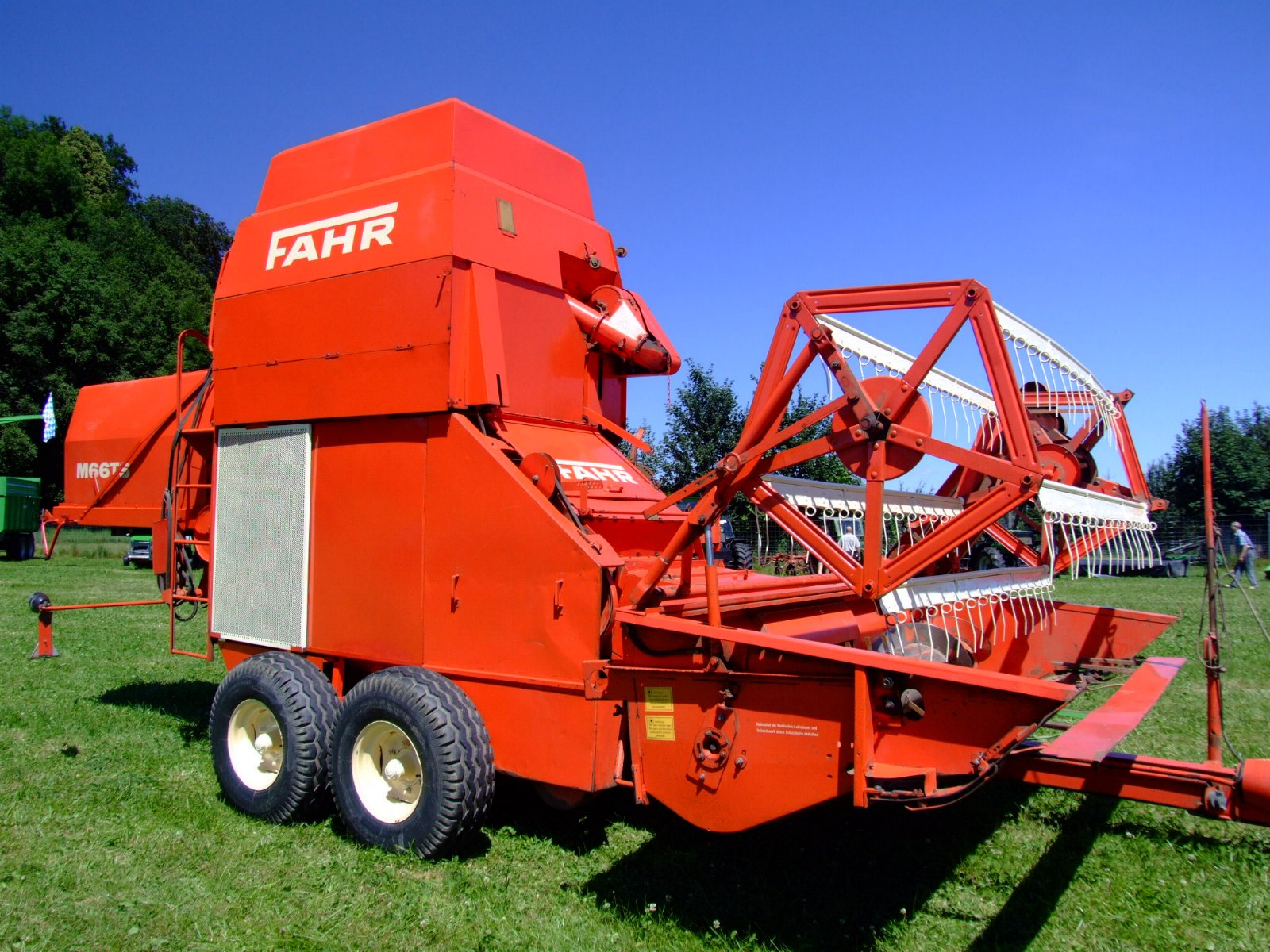
Fahr M66TS

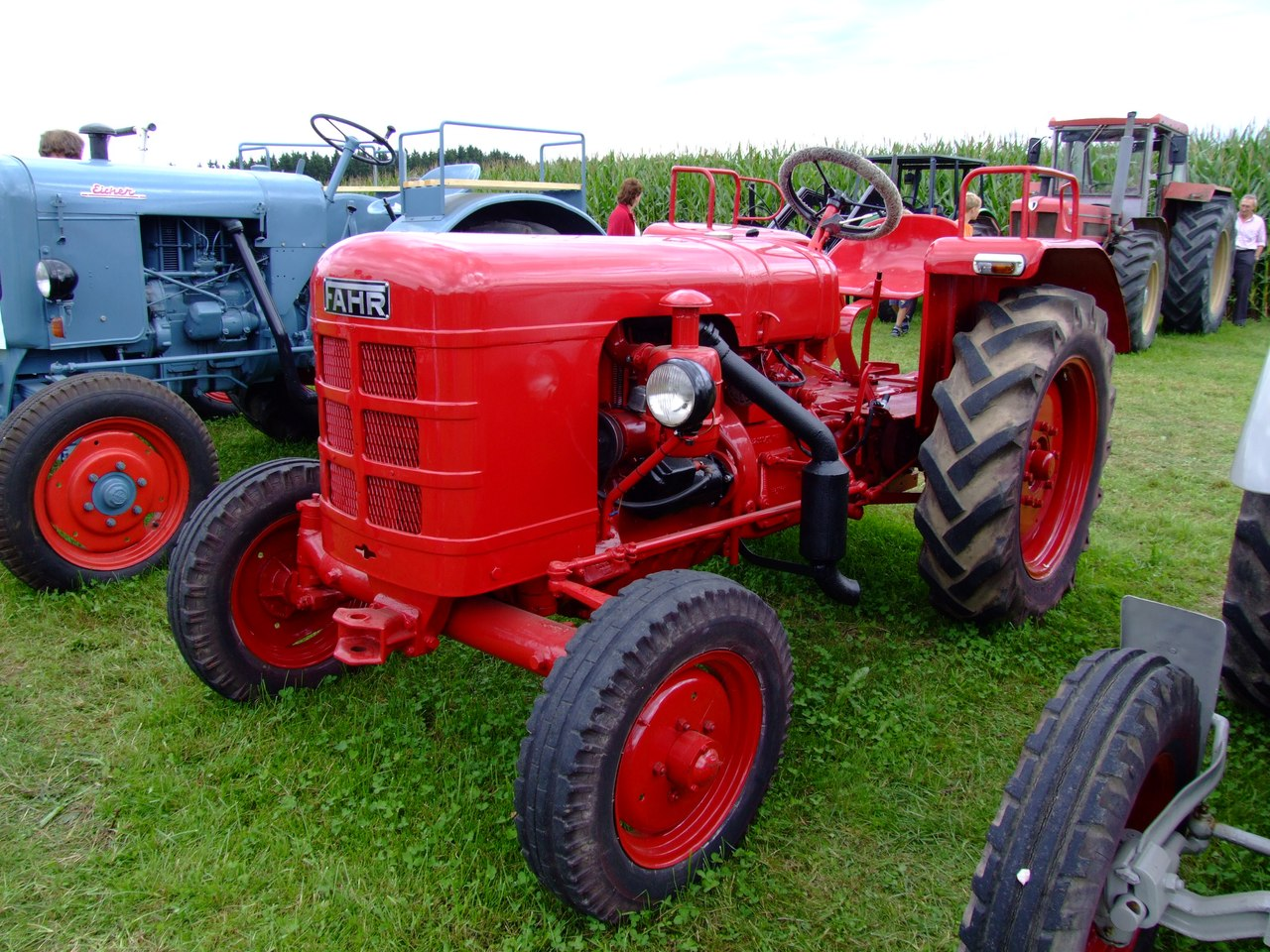
Fahr D270

En 1961 la empresa KHD adquiere el 25% de las acciones de Fahr. La adquisición y el control completo de las instalaciones de producción y la actividad comercial se llevan a cabo en 1977.
Modelos fabricados
- Máquinas y aperos para trabajar la tierra: picadoras de forraje, cosechadoras, molinos de grano, fresadoras, prensas y cabrestantes (1870)
- Máquinas para la recolección del forraje: segadoras, henificadoras, hileradoras (1896)
- Máquinas para la recolección de cereales, segadoras, segadoras-agavilladoras y cosechadoras (1909)
- Máquinas para la recolección de heno y paja: prensas, empacadoras, embaladoras, picadoras de paja, picadoras de maíz, remolques autocargadores (1952)
- Máquinas para el transporte, el abonado y la preparación del terreno (1954)

Tractores Fahr
- F22 (1938)
- T22 (1940)
- HG25 (1942)
- D28U (1948)
- D30W – D22 – D15 (1949)
- D15H (1950)
- D30L – D25H – D22P – D22PH (1951)
- D55L – D12 – D60L – D45L - D12H (1952)
- D25N – D25NH – D12N – D12NH – D17N – D17NH (1953)
- D17NA – D17NHA – D90 – D270B – D160 – D160H – D180H – D90H – D270H – D270
- D130 – D130H (1954)
- GT130 – D181 – D400A – D400B – (1955)
- D88 –D66 – D165H (1956)
- D130A – D130AH (1957)
- D135 – D135H – D177 (1958)
- D133N – D177S – D460 – D131W – D131L - D133T (1959)
- D88E – D132W – D132L (1960)

## Historia de Deutz

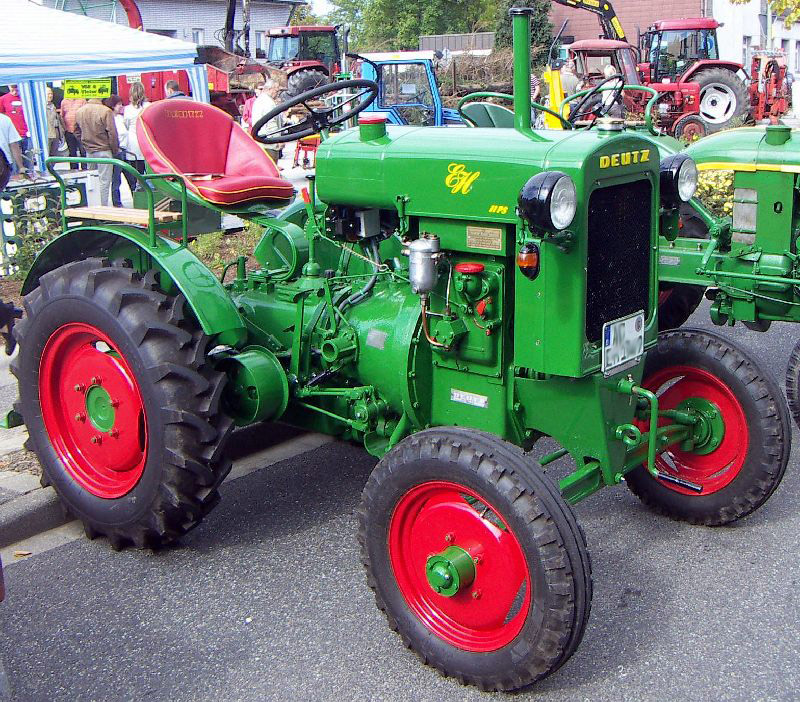
Deutz F2 M315

En 1864 Nicolaus August Otto y Eugen Langen fundan la empresa N.A. Otto &Cie. en Colonia, la primera fábrica de motores del mundo, que en 1938 pasaría a ser Klockner-Humboldt-Deutz AG. 
1867 El “motor de gas atmosférico” desarrollado por N.A. Otto e. Langen es premiado con la medalla de oro en la Exposición Universal de París por ser la máquina de propulsión más económica destinada a la pequeña industria.
1872 Se amplía la fábrica y se funda la sociedad por acciones Gasmotoren-Fabrik Deutz AG (GFD).
1876 Nicolaus August Otto completa el “motor de cuatro tiempos” con compresión, apto para todos los tipos de combustible, dando inicio a la motorización del mundo desde Colonia. 
1884 Otto desarrolla la ignición magnética de bajo voltaje. Este sistema de encendido eléctrico fue adquirido por Robert Bosch para su actividad.
1894 Comienza en Philadelphia (EE. UU.) la producción de locomóviles propulsados por motores Otto y tractores.
1907 Comienza la producción en serie de los motores diésel en GFD.
1907-1912 Bajo la dirección del italiano Bugatti se construyen en Colonia algunos modelos de automóviles.
1914 50° aniversario. Hasta la fecha se han fabricado motores con una potencia total de 90.000 CV. La empresa cuenta con una plantilla de 3.400 obreros y 700 empleados.
1921 Consorcio con Motorenfabrik Oberursel AG y cambio de la razón social a Motorenfabrik Deutz AG.
EN 1927, Deutz fabrica en Colonia su primer tractor de carretera con motor diésel sin compresor, el Deutz MTH 222 de 14CV con dos marchas hacia delante y una marcha atrás. 
1930 Fusión de Motorenfabrik Deutz AG con Maschinenbauanstalt Humboldt AG, fundada en 1856, y Motorenfabrik Oberursel AF, fundada en 1892, que da lugar a Humboldt-Deutz motoren AG.
A partir de 1934 se fabrican el Deutz F2M 315, en 1935 nace el Deutz F3M 317 y en 1936 el “tractor del pueblo” F1M 414, con motor monocilíndrico, una potencia de 11 CV y refrigeración por agua; es el primer tractor fabricado en serie. Supuso el 'impulso definitivo para la mecanización de las pequeñas explotaciones agrícolas. El F1M 414 se fabrica hasta el año 1951. 

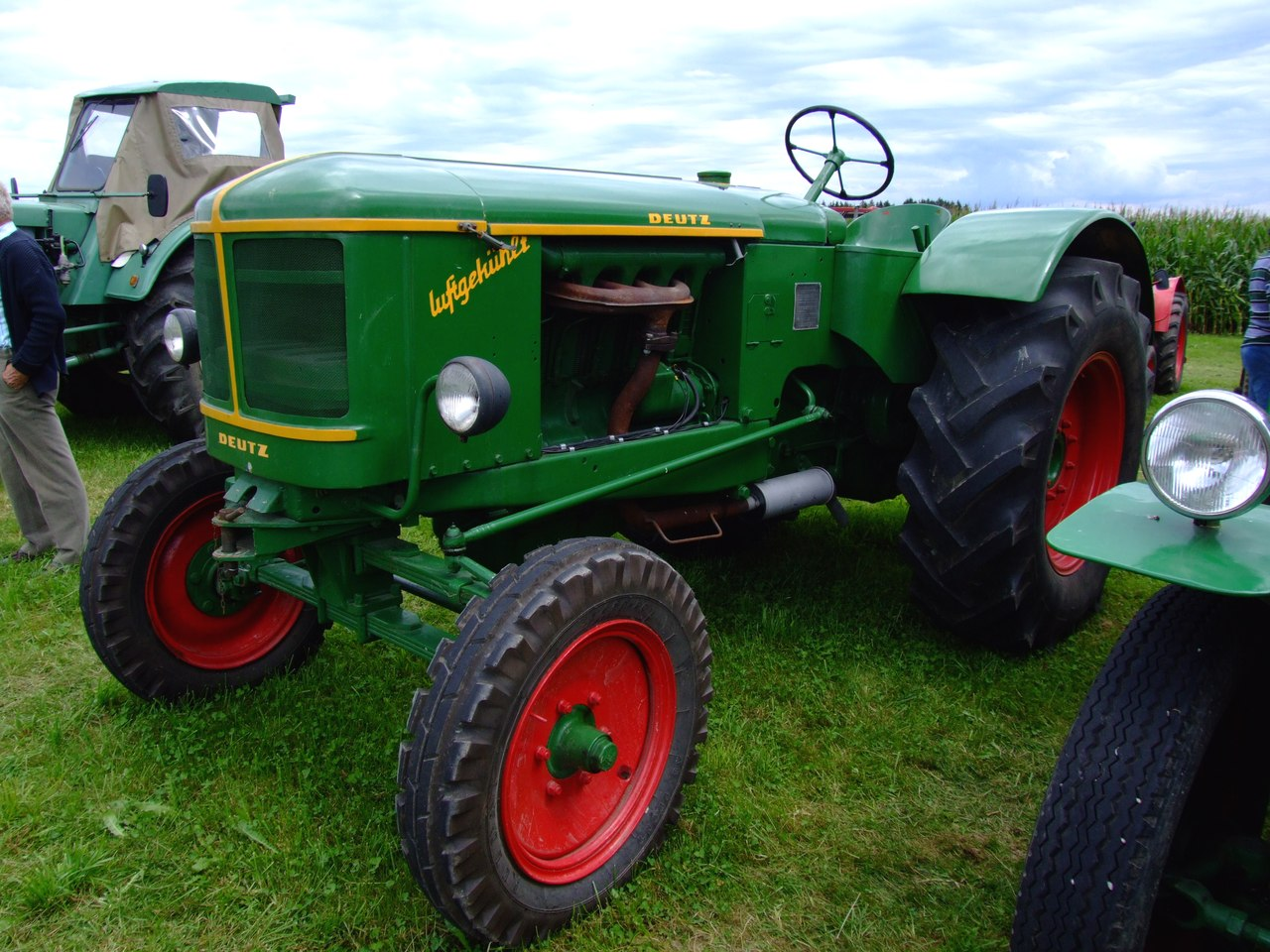
Deutz F4 L514

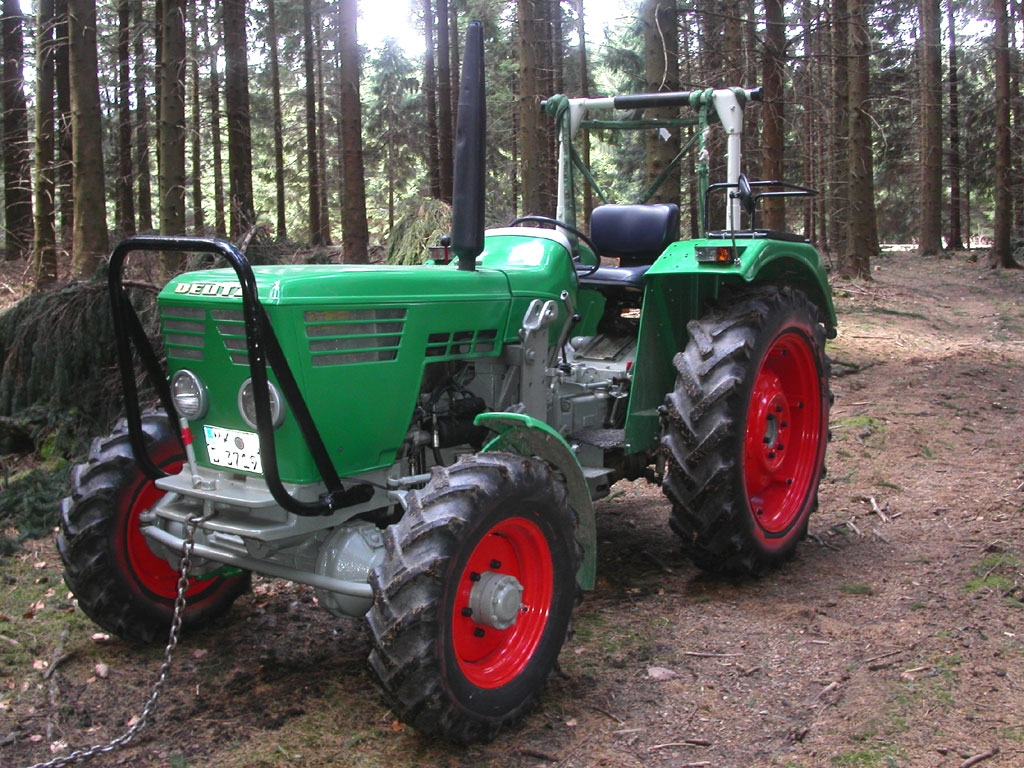
Deutz D5006

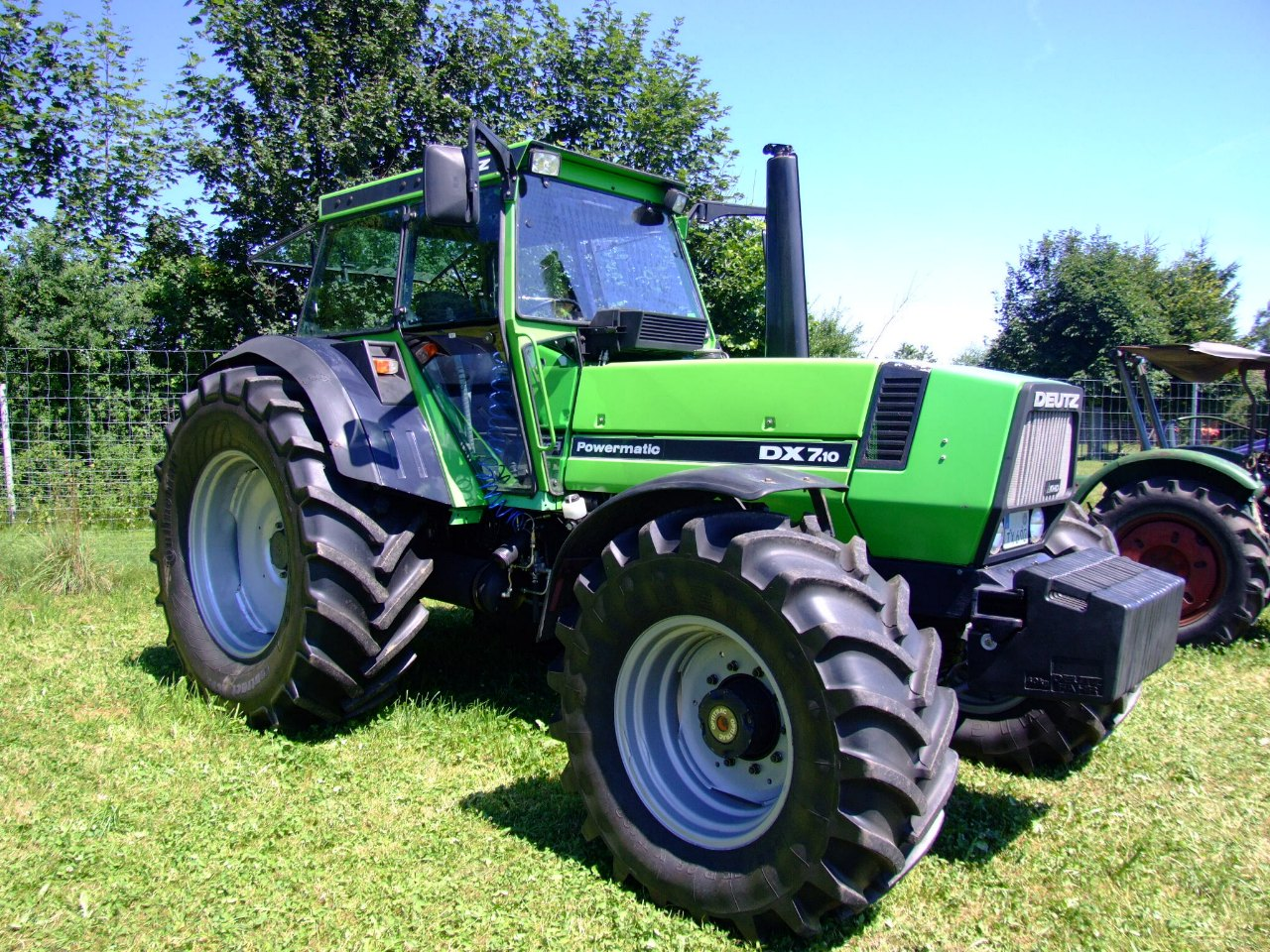
Deutz DX7.10

Posteriormente se fabricaría el tractor con motor refrigerado por aire hasta 1959.
1936 Adquisición de la sociedad Fahrzeugfabrik C.D. Magirus AG de Ulma, fabricante de camiones.
En 1937/1938 adquiere la empresa Klöckner y pasa a llamarse KHD: Klöckner – Humboldt – DEUTZ AG uno de los mayores conglomerados del Reich, que cubre todos los segmentos del mundo del motor: automóviles, camiones, trenes, barcos, aviones, tractores.
La gran devastación causada por la guerra paraliza la producción durante el invierno de los años 1944 y 1945. Al final de la guerra, por ejemplo, las plantas de Colonia estaban destruidas en un 74%.
1945 Con gran esfuerzo y dedicación comienza la fase de reconstrucción. 
1950 A los cinco años de haber terminado la guerra, la situación y la producción vuelven a la normalidad. Personal: 13.000 empleados; producción: 40.000 motores con una potencia total de 1,5 millones de CV; 10.000 tractores, 6.000 vehículos industriales; facturación: 300 millones de marcos. 
Comienza la época de los motores refrigerados por aire. El primero fue el F1L 514 de 15 CV. En esta época Deutz introduce también la toma de fuerza directa con doble embrague.
Gracias al D 25 (1958), D 40 (1958), D 15 (1959) con motores de nueva generación FL 712e con suspensiones delanteras que mejoran el confort de conducción, Deutz obtiene un gran éxito de ventas.
1953 Comienza la producción de los tractores de cadenas.
1958 Se lanza la serie de tractores D, cuyo modelo de mayor éxito es el D 40. A partir de 1962 los tractores se equipan con la regulación hidráulica Deutz, el “Deutz-Transfermatic-System”. Poco antes de finalizar la serie, en 1964, se lanza el primer Deutz de seis cilindros. El D 80 tiene una potencia de 75 CV.
1964 El logotipo de Magirus se convierte en el símbolo de la empresa KHD
Posteriormente se fabricaron las series de tractores D05 (1965) con tracción integral y la serie D06(1968) de las que se vendieron más de 380.000 ejemplares.

## Deutz-Fahr
Deutz-Fahr se funda en 1968 a partir de la adquisición de la mayoría del capital social de FAHR (Gottmadingen), una importante empresa del grupo Klockner-Humboldt-Deutz AG (KHD) que ya fabricaba aperos en el siglo anterior.
1969 Adquisición de Ködel&Böhm de Lauingen (Baviera) especializada en la producción de maquinaria agrícola.
En 1972 se presenta la serie INTRAC, tractor polivalente equipado con múltiples enganches automáticos para las aplicaciones de aperos y de cabina, elevador y toma de fuerza delanteros, útil tanto en agricultura como en usos civiles e industriales.
En 1978 se lanzan los DEUTZ-DX: una nueva generación con cambios sincronizados, sistema de lubricación forzada, tracción integral de serie, regulación electrónica del elevador y cabinas con suspensiones elásticas, con potencias de 80 a 200 cv.
A partir de 1982 todos los tractores llevan la marca DEUTZ-FAHR
En 1992 Deutz-Fahr fabrica su tractor número 1 millón
En 1993 con los tractores AGROSTAR 6.71, 6.81 y 8.31 de 165 y 230 cv se adoptan las transmisiones ELECTRONIC POWER SHIFT fabricadas por el grupo SAME+LAMBORGHINI+HÜRLIMANN (SLH).
1995 Venta de KHD Agrartechnik GmbH de Colonia (tractores) y de Deutz-Fahr Erntesysteme GmbH de Lauingen (cosechadoras, empacadoras) al Grupo italiano SLH y fundación de SAME DEUTZ-FAHR GROUP.
1997 Klöckner-Humboldt-Deutz AG cambia su razón social y pasa a ser Deutz AG. La nueva empresa se concentra en el desarrollo, la producción y la asistencia de motores pertenecientes al segmento de potencia de 4 a 7400 kW.

## Modelos fabricados

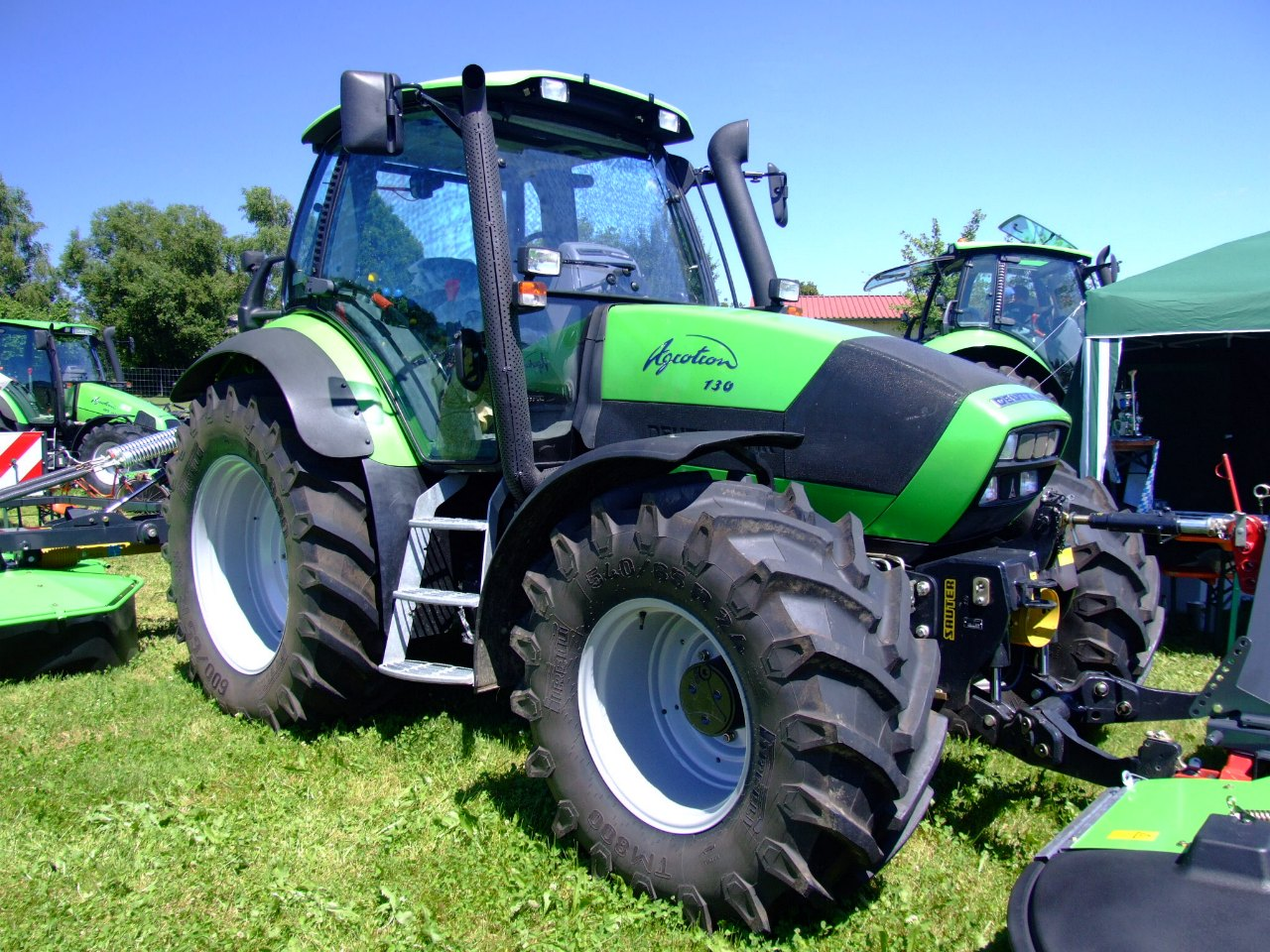
Deutz-Fahr Agrotron II 130

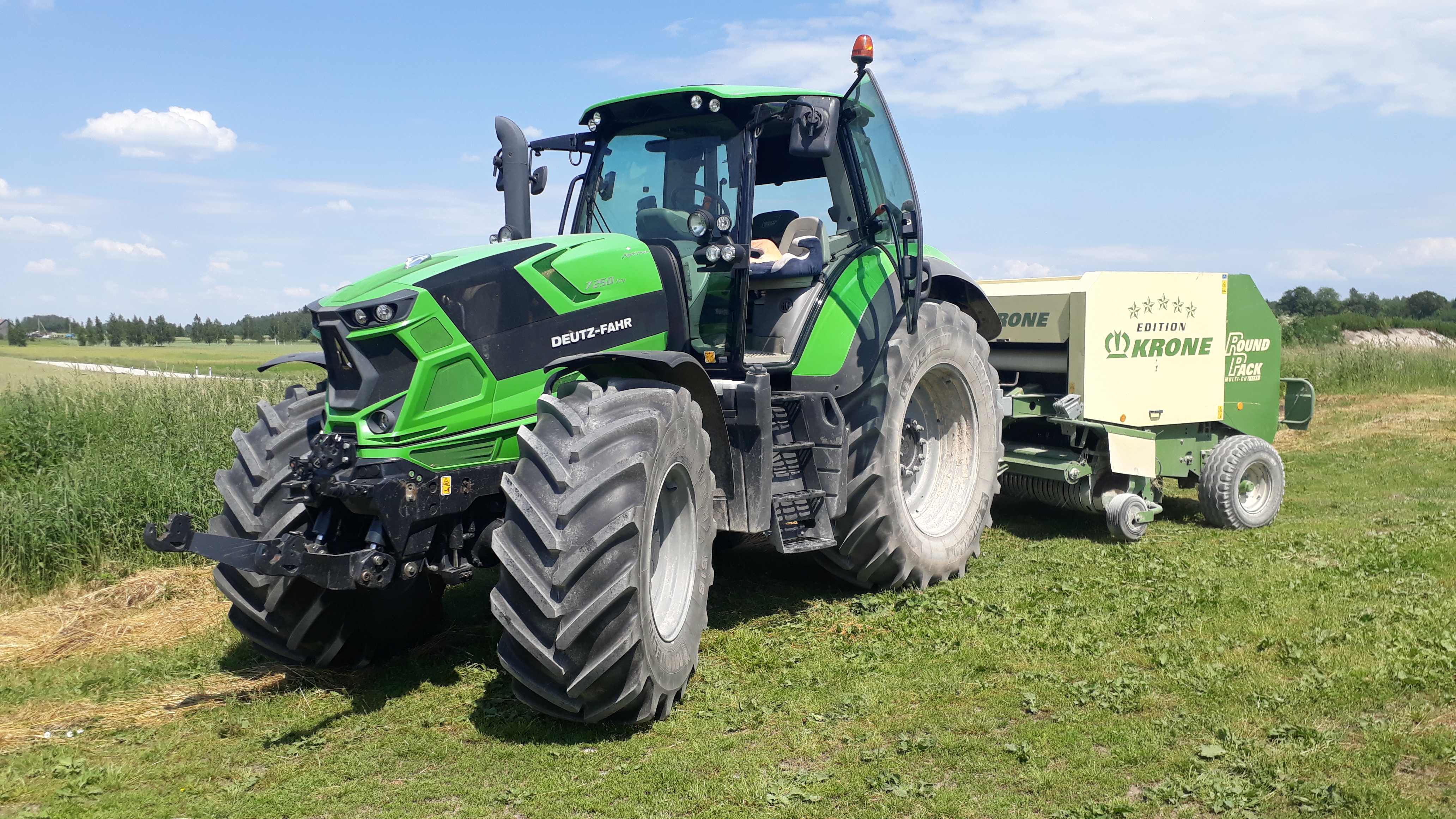
Deutz-Fahr 7250 TTV

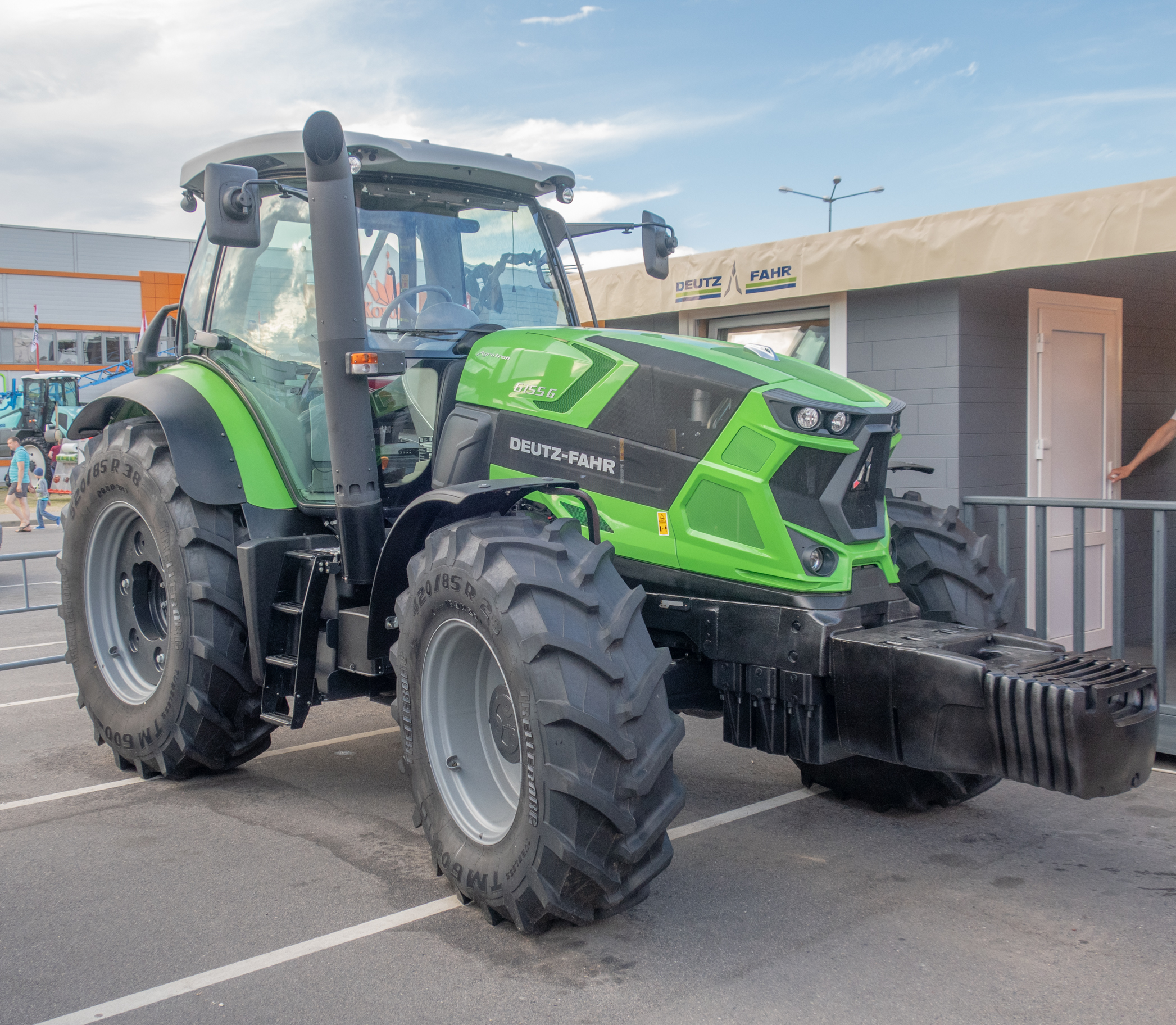
Deutz-Fahr Agrotron 6155 G

- Serie MTH (1927)
- Serie MTZ (1929)
- Serie FM (1934)
- Serie FL 514 (1950)
- Serie FL 612 (1952)
- Serie FL 712 (1958)
- Serie D (1957)
- Serie 05 (1965)
- Serie 06 (1968)
- Serie INTRAC (1972)
- Serie 07 (1980)
- Serie 07 C (1981)
- Serie DX (1978)
- Serie DX 3 (1984)
- Serie DX 4-8 (1983)
- Serie AGROPRIMA (1991)
- Serie AGROXTRA (1990)
- Serie AGROSTAR (1990)
- Serie AGROTRON (1995)
- Serie AGROKID (1996)
- Serie AGROPLUS (1997)
- Serie AGROTRON MK2 (1997)
- Serie AGROCOMPACT (1998)
- Serie AGROSUN (1998)
- Serie AGROLUX (2000)
- Serie AGROTRON MK2 (2000)
- Serie AGROTRON TTV (2003)
- Serie AGROTRON K (2005)
- Serie AGROFARM (2007)

## Gama actual
- Serie 5D
- Serie 5D Ecoline
- Serie 5G
- Serie 5C
- Serie 5
- Serie 5 TTV
- Serie 6
- Serie 6 TTV
- Serie 7 TTV
- Serie 9
- Agroplus
- Agroplus Ecoline
- Agrolux 65|75
- Agrolux 310|320|410
- Agrofarm G 410|430
- Agrofarm T Ecoline
- Agrofarm T-TB
- Agrokid
- Agroplus F-V-S
- Agroplus F Ecoline
- Agroclimber
- Agroclimber F-V
- Telescopico - Agrovector
- Caricatori frontali
- Mietitrebbie: Serie C9000; Serie C7000; Serie 6040; Serie 60
- Precision Farming: Agrosky; iMonitor

## Deutz-Fahr en Argentina

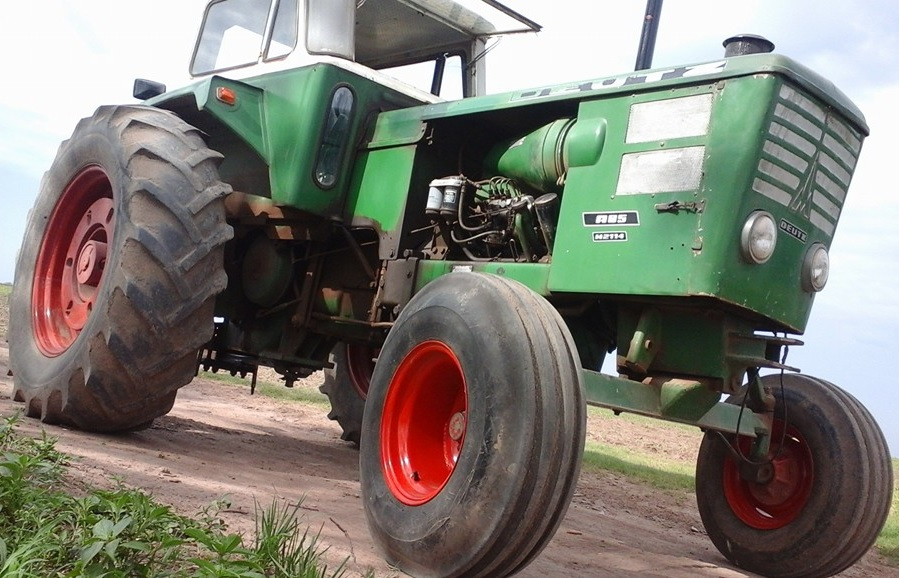
Tractor Deutz A85 de fabricación argentina

A fines de la década de 1970, se unen las gamas Deutz (verde) y Fahr (roja), las cuales son reemplazadas por la marca Deutz-Fahr, pudiendo ser verdes o rojos (pocos modelos y tractores de ese color).
Aunque se mantuvo cierta independencia de marcas (Fahr sobrevivió hasta principios de los 80's como marca independiente en Argentina, sus últimos modelos fueron los FX 80/100/120), a partir de esta tercera generación de tractores, se empezaron a llamar Deutz-Fahr hasta el arribo de la quinta generación, ocurrido a mediados de los 90's. 
Allí se suprime el nombre Fahr, quedando en un principio sólo Deutz, siendo después Deutz-Allis y a partir del 2000 pasando a ser AGCO-Allis (debido a la compra de la filial local de Deutz por parte del grupo AGCO en 1996, pero respetando el nombre durante algunos años).
- Primera generación de tractores

Deutz A 110 / Deutz A 70 / Deutz A 70 - 26 / Deutz A 55 / Deutz A 50 / Deutz A 45 / Deutz A-40 / A-40 P / Deutz A 35 / Deutz A 30
- Segunda generación de tractores

Deutz A 144 / Deutz A 130 / Deutz A 100 / Deutz A 85/ Deutz A 65 / Deutz A 46 S/V

- Tercera generación de tractores

Deutz-Fahr AX 160-S - 160-F/ Deutz-Fahr AX 120-S / AX 120-E/ Deutz-Fahr AX 100-S/ Deutz-Fahr AX 80-S / AX 80-C/ Deutz-Fahr AX 110 L/ Deutz-Fahr AX 3.120 L / Deutz-Fahr AX 3.100 L
- Cuarta generación de tractores

Deutz-Fahr AX 4.60 / AX 4.60 Viñatero / Deutz-Fahr AX 4.75 / Deutz-Fahr AX 4.100 / Deutz-Fahr AX 4.120 / Deutz-Fahr AX 4.140 / Deutz Fahr AX 4.145 / Deutz-Fahr AX 4.160 / Deutz-Fahr AX 4.170 / Deutz-Fahr AX 4.190.
- Quinta generación de tractores

Deutz-Fahr / Deutz AX 5.65 / Deutz AX 5.80/ Deutz AX 5.125 / Deutz AX 5.145//